# حوسبة معرفية

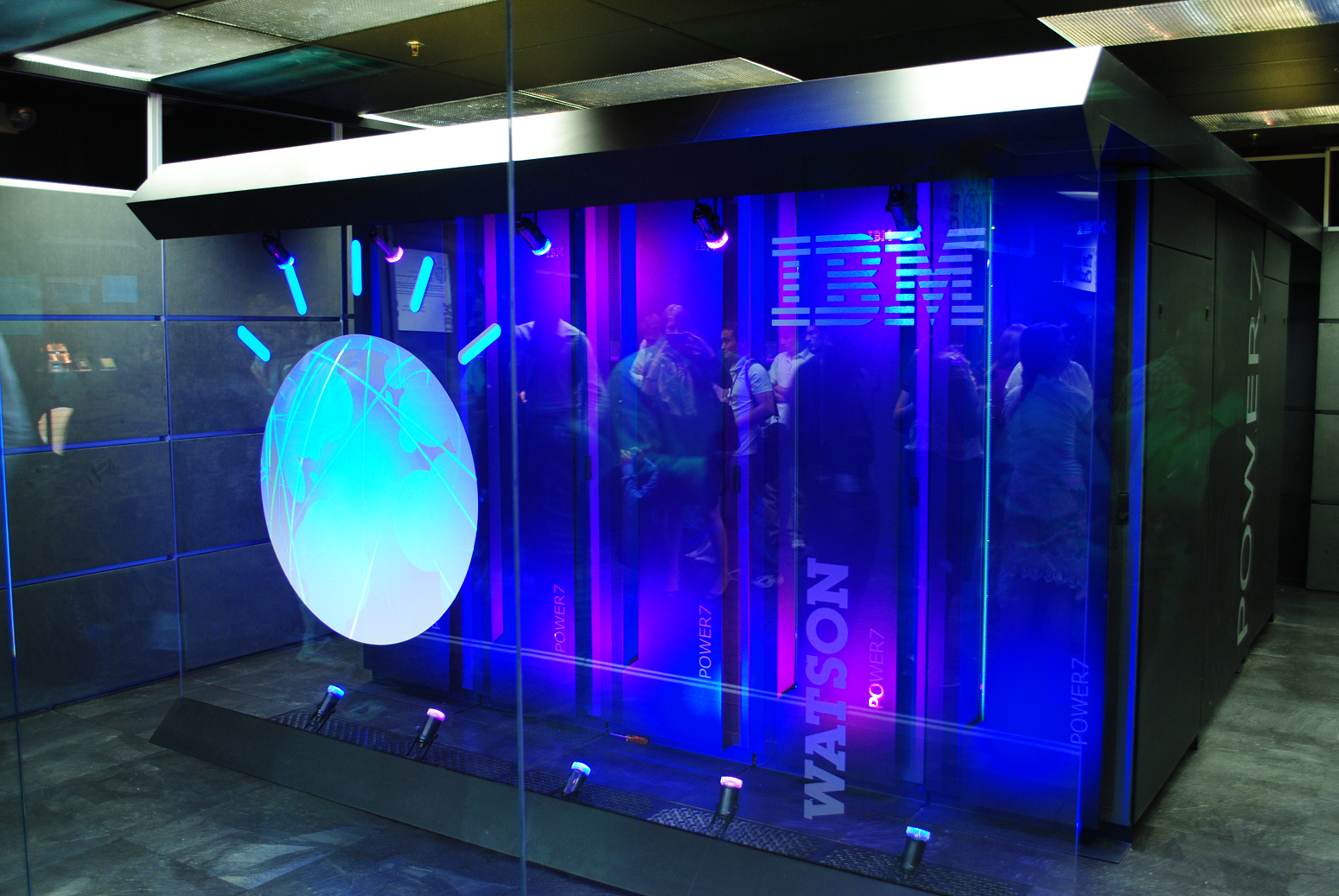

الحوسبة المعرفية وتعرف باللغة الإنجليزية بـ (Cognitive Computing) ( CC ) تصف منصات التكنولوجيا التي، بشكل عام، تعتمد على التخصصات العلمية للذكاء الاصطناعي ومعالجة الإشارات . تشمل هذه المنصات التعلم الآلي ، والمنطق، ومعالجة اللغة الطبيعية ، والتعرف على الكلام والرؤية (التعرف على الأشياء) ، والتفاعل بين الإنسان والحاسوب ، والحوار وتوليد السرد، من بين التقنيات الأخرى.

## تعريف
في الوقت الحالي، لا يوجد تعريف متفق عليه على نطاق واسع للحوسبة المعرفية في الأوساط الأكاديمية أو الصناعة.
بشكل عام، تم استخدام مصطلح الحوسبة المعرفية للإشارة إلى أجهزة و / أو برامج جديدة تحاكي عمل الدماغ البشري  (2004) وتساعد على تحسين الإنسان اتخاذ قرار. بهذا المعنى، يعد CC نوعًا جديدًا من الحوسبة يهدف إلى تقديم نماذج أكثر دقة لكيفية تحسس الدماغ / العقل البشري للمنبهات وأسبابها والاستجابة لها. تربط تطبيقات CC تحليل البيانات وعروض الصفحة التكيفية ( AUI ) لضبط المحتوى لنوع معين من الجمهور. على هذا النحو، والأجهزة والتطبيقات CC تسعى إلى أن تكون أكثر العاطفية وأكثر تأثيرا حسب التصميم.
بعض الميزات التي قد تعبر عنها الأنظمة المعرفية هي:
التكيف
قد يتعلمون مع تغير المعلومات، ومع تطور الأهداف والمتطلبات. قد يحل الغموض ويتسامح مع عدم القدرة على التنبؤ. قد يتم تصميمها لتغذية البيانات الديناميكية في الوقت الفعلي، أو بالقرب من الوقت الحقيقي.
التفاعل
قد يتفاعلون بسهولة مع المستخدمين حتى يتمكن هؤلاء المستخدمون من تحديد احتياجاتهم بشكل مريح. قد يتفاعلون أيضًا مع المعالجات والأجهزة والخدمات السحابية الأخرى ، وكذلك مع الأشخاص.
تكرارية و جليل
قد تساعد في تحديد مشكلة من خلال طرح أسئلة أو البحث عن مصدر إضافي للمصدر إذا كان بيان المشكلة غامضًا أو غير كامل. قد «يتذكرون» التفاعلات السابقة في عملية ما ويعيدون المعلومات المناسبة للتطبيق المحدد في تلك المرحلة الزمنية.
قريني
قد يفهمون ويحددون ويستخلصون عناصر سياقية مثل المعنى ، بناء الجملة ، الوقت، الموقع، المجال المناسب، اللوائح، ملف تعريف المستخدم، العملية، المهمة والهدف. قد تعتمد على مصادر متعددة للمعلومات، بما في ذلك المعلومات الرقمية المهيكلة وغير المنظمة ، وكذلك المدخلات الحسية (البصرية أو الإيمائية أو السمعية أو المقدمة من المستشعر).

## حالات الاستخدام
- التعرف على الكلام
- تحليل المشاعر
- الكشف عن الوجه
- تقييم المخاطر
- الكشف عن الغش
- التوصيات السلوكية

## التحليلات المعرفية
عادة ما تتخصص منصات التكنولوجيا المعرفية التي تحمل علامة الحوسبة في معالجة وتحليل مجموعات البيانات الكبيرة غير المنظمة.
غالبًا ما تحتاج علامات معالجة مستندات Word ورسائل البريد الإلكتروني ومقاطع الفيديو والصور والملفات الصوتية والعروض التقديمية وصفحات الويب والوسائط الاجتماعية والعديد من تنسيقات البيانات الأخرى يدويًا إلى بيانات وصفية قبل أن يتم إطعامها إلى جهاز كمبيوتر لتحليلها وتوليدها. الفائدة الأساسية لاستخدام التحليلات المعرفية على تحليلات البيانات الضخمة التقليدية هي أن مجموعات البيانات هذه لا تحتاج إلى إجراء اختبار مسبق.
تشمل الخصائص الأخرى لنظام التحليل المعرفي:
- القدرة على التكيف: يمكن أن تستخدم أنظمة التحليل المعرفي التعلم الآلي للتكيف مع السياقات المختلفة مع الحد الأدنى من الإشراف البشري
- تفاعل اللغة الطبيعية: يمكن أن تكون أنظمة التحليل المعرفي مجهزة بتشات أو مساعد بحث يفهم الاستفسارات ويشرح رؤى البيانات ويتفاعل مع البشر في اللغة الطبيعية.

## تطبيقات الحوسبة المعرفية
التعليم
حتى إذا لم تستطع الحوسبة الإدراكية أن تحل محل المعلمين، فقد تظل قوة دافعة ثقيلة في تعليم الطلاب. يتم تطبيق الحوسبة المعرفية المستخدمة في الفصول الدراسية عن طريق وجود مساعد شخصي لكل طالب على حدة. يمكن لهذا المساعد المعرفي تخفيف الضغط الذي يواجهه المعلمون أثناء تدريس الطلاب، وفي الوقت نفسه تعزيز تجربة تعلم الطالب على الجميع. قد لا يكون المعلمون قادرين على الاهتمام بكل طالب على حدة، وهذا هو المكان الذي تملأ فيه أجهزة الكمبيوتر المعرفية الفجوة. قد يحتاج بعض الطلاب إلى مزيد من المساعدة في موضوع معين. بالنسبة للعديد من الطلاب، يمكن للتفاعل البشري بين الطالب والمعلم أن يسبب القلق ويمكن أن يكون غير مريح. بمساعدة معلمي الكمبيوتر المعرفي، لن يضطر الطلاب إلى مواجهة عدم الارتياح ويمكنهم اكتساب الثقة للتعلم والقيام بعمل جيد في الفصل الدراسي. أثناء وجود طالب في الفصل مع مساعد شخصي خاص به، يمكن لهذا المساعد تطوير أساليب مختلفة، مثل إنشاء خطط الدروس، لتكييف ومساعدة الطالب واحتياجاته.
رعاية صحية
تعمل العديد من شركات التكنولوجيا على تطوير تقنية تتضمن الحوسبة المعرفية التي يمكن استخدامها في المجال الطبي. تعد القدرة على التصنيف والتعريف أحد الأهداف الرئيسية لهذه الأجهزة المعرفية. هذه السمة يمكن أن تكون مفيدة للغاية في دراسة تحديد المواد المسرطنة . سيكون هذا النظام المعرفي الذي يمكنه الكشف قادراً على مساعدة الفاحص في تفسير عدد لا يحصى من الوثائق في وقت أقل من الوقت الذي لم يستخدموا فيه تقنية الكمبيوتر المعرفي. يمكن لهذه التكنولوجيا أيضًا تقييم المعلومات المتعلقة بالمريض، والبحث في كل سجل طبي بتعمق، والبحث عن مؤشرات يمكن أن تكون مصدرًا لمشاكلهم.

## في الصناعة
الحوسبة المعرفية بالاقتران مع البيانات الكبيرة والخوارزميات التي تفهم احتياجات العملاء، يمكن أن تكون ميزة كبيرة في اتخاذ القرارات الاقتصادية.
تمتلك قوى الحوسبة الإدراكية و الذكاء الاصطناعي القدرة على التأثير في كل مهمة تقريبًا يمكن للبشر القيام بها. هذا يمكن أن يؤثر سلبا على العمالة للبشر، لأنه لن تكون هناك حاجة للعمل البشري بعد الآن. كما أنه سيزيد من عدم المساواة في الثروة ؛ فالأشخاص الذين يرأسون صناعة الحوسبة الإدراكية سوف يزدادون ثراءً بشكل ملحوظ، في حين أن العمال الذين لا يعملون بعد الآن سيصبحون أكثر فقراً.
كلما بدأت الصناعات في استخدام الحوسبة الإدراكية، زاد صعوبة التنافس بين البشر. سيزيد الاستخدام المتزايد للتكنولوجيا أيضًا من حجم العمل الذي يمكن أن تؤديه الروبوتات والآلات التي تعمل بنظام AI. فقط البشر الموهوبون والقادرون والمتحمسون هم وحدهم القادرون على مواكبة الآلات. إن تأثير الأفراد التنافسيين جنبًا إلى جنب مع الذكاء الاصطناعي / منظمة العفو الدولية لديه القدرة على تغيير مسار البشرية.